# NGC 25
NGC 25 (również PGC 706) – galaktyka eliptyczna (E/SB0), znajdująca się w gwiazdozbiorze Feniksa. Odkrył ją John Herschel 28 października 1834 roku.